# 獻貞王后
獻貞王后（헌정왕후，？—992年）皇甫氏，是高麗的第五代君主景宗的第四王妃，亦是高麗顯宗之母。
獻貞王后是王旭（後追崇為戴宗）之女，為宣義王后柳氏所生，也是成宗王治和獻哀王后之妹。嫁給堂兄景宗王胄，為第四王妃。景宗薨後，出居父親位於王輪寺以南的私第。嘗夢登鵠嶺，旋流溢國中盡成銀海，占卜之人稱：「生子則王，有一國。」獻哀王后說：「我既寡，何以生子？」叔父王郁（後追崇為安宗）的府邸與獻貞王后的私宅相近，因此經常往來，最終發展為私通。獻貞王后懷孕一月有餘，人莫敢言。
成宗十一年（992年）七月，獻貞王后住在王郁的家中，家人堆積木柴在庭中，發生了火災。百官紛紛前來救火，成宗也前來慰問。家人遂以實情相告。成宗下令將王郁流放到泗水縣。懷有身孕的獻貞王后羞愧地返回私宅，在家門前發生動了胎氣，產下一子王詢（即後來的顯宗）後過世。成宗派人選擇傅姆撫養王詢。
王詢即位後，追贈生母皇甫氏為孝肅王太后（孝肅王后），陵號曰元陵。顯宗八年五月，加號惠順；十二年六月，改惠順為仁惠；十八年四月，加號宣容。高宗四十年十月，加號明簡。

## 附註
1. ↑  《高麗史》90卷-列傳3-宗室1-安宗郁
  - 景宗薨，妃出居其第，郁遂烝有身。事覺成宗流郁泗水縣，謂曰:「叔犯大義故流之，慎勿焦心。」
2. ↑  《高麗史》88卷-列傳第1-后妃1-獻貞王后皇甫氏
  - 慚恨哭泣，比還其第，纔及門，胎動攀門前柳枝免身而卒。